# Cotinus kanaka
Cotinus kanaka là một loài thực vật có hoa trong họ Đào lộn hột. Loài này được (R.N.De) D.Chandra mô tả khoa học đầu tiên năm 2002.